# Vaccins contre la variole
Les vaccins contre la variole sont des vaccins qui préviennent la variole et la variole du singe,. Ils sont basés sur le virus vivant de la vaccine offrant une immunité croisée avec tous les orthopoxvirus. Leur efficacité a été démontrée lors de la campagne d'éradication mondiale de la variole.
Pour la variole, il était efficace à environ 95 % pendant 3 à 5 ans; pour la variole du singe, il est efficace à au moins 85 %. Les vaccins de première et deuxième générations sont des vaccins réplicatifs avec un risque élevé de complications (à mettre en balance avec les risques de la maladie).
Les vaccins de troisième génération (peu ou non réplicatifs) sont généralement privilégiés. Ils sont disponibles pour des expositions potentielles (variole par bioterrorisme) ou recommandés pour les personnes à haut risque lors d'épidémies de variole du singe.

## Types de vaccin

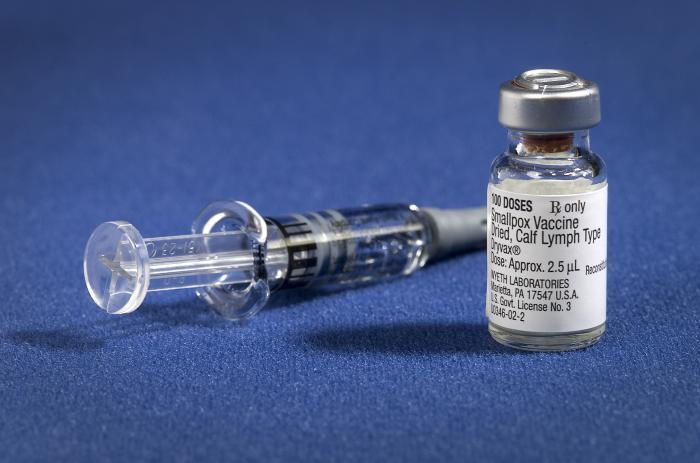
Vaccin contre la variole

Pour l'OMS, trois vaccins sont recommandés pour être stockés ou utilisés : un de deuxième génération (ACAM2000) et deux de troisième génération (LC16m8 et MVA-BN). En cas d'épidémie de variole, si ces vaccins ne sont pas disponibles, on peut envisager d'utiliser les vaccins de première génération des stocks existants.
Le vaccin ACAM2000 est approuvé aux États-Unis (2007) et en Australie; le vaccin LC16m8 est approuvé au Japon (2022). Les vaccins MVA-BN de troisième génération sont le plus souvent recommandés dans les pays développés : approuvés en Europe et au Canada (2013), aux États-Unis (2019),.
La France privilégie le vaccin MVA-BN en ayant un stock stratégique de vaccins de première génération disponibles en cas de besoin. Elle ne dispose pas de vaccins de deuxième génération.

### Vaccins de première génération
Les vaccins dits de première génération sont ceux des années 1950-1970. Ils sont tous basé sur un virus vaccinal vivant. Ils ont été utilisés lors du programme d'éradication mondiale de la variole, proclamée en 1980. Dans les années qui suivent, la vaccination contre la variole est abandonnée dans les derniers pays qui la maintenaient.
Après la chute de l'URSS, les États-Unis ont entrepris de reconstituer leur stock de vaccin antivariolique par crainte de bioterrorisme (transfert de biotechnologie soviétique à des « états voyous ») ; cette politique s'est accélérée après les attentats du 11 septembre 2001. Des programmes de revaccination  (volontaires, personnels civils et militaires exposés…) sont mis en place en utilisant ces vaccins de première génération, dont le vaccin Dryvax de Wyeth, produit et administré à l'ancienne, c'est-à-dire produit sur animal vivant et administré par scarification. Ce vaccin apparait comme efficace (suscitant des anticorps), mais avec une fréquence de complications imposant un grand nombre de contre-indications, d'où une relance des recherches pour de nouveaux vaccins aussi efficaces, mais plus sûrs,. 
Les équivalents français, encore disponibles en stocks, sont le vaccin Pourquier et le vaccin Sanofi Pasteur. 

### Vaccins de deuxième génération
Pour résoudre des problèmes de contrôle de qualité (contaminations et sensibilisations liés à la production sur animaux vivants), des vaccins de deuxième génération sont produits à partir de culture tissulaire ou d'œufs embryonnés (membrane chorioallantoïque (en) de poulet). Ce sont tous des vaccins vivants qui peuvent se dupliquer
Le vaccin le plus connu est ACAM2000, approuvé pour un usage médical aux États-Unis en 2007. Il est dérivé à partir d'une souche de vaccine NYCBH (New York City Board of Health) et cultivée sur cellules Vero. Il se présente comme un vaccin lyophilisé à reconstituer par ajout d'un diluant. Il s'administre en une seule dose par scarification à l'aide d'une aiguille bifurquée.
D'autres vaccins de deuxième génération ont été développés à partir de vaccine Lister, cultivée sur cellules MRC-5 comme CJ-50300 (en Corée du Sud) ou sur œuf embryonné comme Lister/CEP de Sanofi Pasteur et Elstree-BN de Bavarian Nordic (en),.

### Vaccins de troisième génération
Les vaccins de troisième génération sont basés sur l'atténuation des souches de vaccine, ce qui les rend utilisables chez certaines personnes où les vaccins précédents étaient contre-indiqués. Les deux principaux vaccins sont LC16m8 (réplicatif minimal) et MVA-BN (non réplicatif),.

#### LC16m8
Il est produit par passages répétés d'une souche de vaccine Lister sur cellules de rein de lapin. C'est un vaccin vivant atténué à réplication minimale (il peut répliquer dans la peau, mais pas dans le reste de l'organisme). Il est produit au Japon et en 2015, c'est le seul approuvé dans ce pays. Il fait partie de la liste des vaccins contre la variole recommandés par l'OMS pour être stockés,.
Il s'administre comme ceux de génération précédentes, en une seule dose par scarification à l'aiguille bifurquée.

#### MVA-BN
MVA (Modified Vaccine Ankara) est produit par passages répétés d'une souche de vaccine Ankara sur œuf embryonné (fibroblastes d'embryon de poulet). Ce qui lui fait perdre environ 15 % de son génome en le rendant incapable de se répliquer. D'abord développé en Allemagne, il a été repris par plusieurs compagnies, surtout au Danemark par Bavarian Nordic sous le nom de MVA-BN. D'autres vaccins à base de MVA-BN sont commercialisés sous les noms d'Imvamune (Canada), d'Imvanex (France et UE) ou de Jynneos (États-Unis),.
Ce vaccin s'administre en injections sous-cutanées en deux doses à quatre semaines d'intervalle.

### Vaccins de quatrième génération
Il s'agit de nombreux nouveaux candidats vaccins en cours de recherches et de développement. Ils sont basés sur des techniques de génie génétique comme le VacΔ6 ou Orthopoxvac (délétion ciblée des gènes de virulence) ou des vaccins à base d'ARNm encapsulés dans des nanoparticules lipidiques,.

## Mécanismes d'action
La primovaccination par vaccine réplicative se traduit, dans plus de 97 % des cas, par une multiplication virale dans les cellules de l'épiderme, ce qui provoque une lésion cutanée typique évoluant sur deux ou trois semaines (en papule, vésicule, pustule qui tombe laissant une cicatrice). Les revaccinations donnent des réponses moins fortes ou plus courtes. Cette lésion caractéristique (dite prise vaccinale) a été historiquement considérée comme indicatrice d'une vaccination réussie (vaccins de première génération). Cependant, elle signe une réplication locale et non pas le développement d'une immunité humorale. 
Après primo-vaccination, l'immunité cellulaire apparait vers le 5e-6e jour ; l'immunité humorale (anticorps circulants) vers le 10e jour en étant présents chez presque tous les vaccinés à la fin de la 2e semaine. Ces anticorps ciblent une large gamme de protéines virales, ce qui explique l'existence d'une immunité croisée entre vaccine et variole, et plus généralement entre orthopoxvirus.
Les corrélats de protection (comme le seuil d'un taux protecteur d'anticorps) sont mal connus. Les données et observations disponibles suggèrent que :
- Les personnes qui survivent à la variole sont protégées à vie ;
- Les personnes qui ont répondu à une primovaccination et qui, par la suite, ont eu une variole inapparente, sont protégées à vie ;
- Les personnes qui ont répondu à une primovaccination et une ou plusieurs revaccinations, ont une bonne protection sur plus de 30 ans ;
- Les personnes qui n'ont eu qu'une primovaccination ont une protection complète jusqu'à environ 10 ans, puis l'immunité décroît pour devenir minime ou nulle après 30 ans.

## Efficacité
L'efficacité des vaccins antivarioliques de première génération est démontrée par des études épidémiologiques et cliniques effectuées lors de l'éradication mondiale de la variole. Au début de cette campagne, on a d'abord pensé qu'il fallait atteindre une couverture vaccinale de 80 à 85 % d'une population pour interrompre la transmission de la variole. À la fin de cette campagne, une politique de surveillance et d'isolement avec vaccination des cas contacts autour des derniers cas a été la stratégie efficace et suffisante pour éradiquer la maladie,. 
Un vaccin antivariolique de première génération, administré dans les 3 ou 4 jours suivant une exposition à la variole (cas contact) confère une protection contre la variole et la mort par variole.
Pour les vaccins de deuxième génération et suivantes, il n'existe pas d'études traitant de leur efficacité clinique (la variole étant éradiquée). Les études d'efficacité portent sur des modèles animaux ou sur l'efficacité biologique (apparition d'anticorps protecteurs).
Pendant l'épidémie de variole du singe de 2022-2023 (clade IIb), des études d'observation ont montré que l'efficacité en conditions réelles (pré-exposition) du vaccin MVA-BN en deux doses serait de 82 % (IC à 95 % = 72-92). Elle serait beaucoup plus faible (20 %) dans le cas de vaccination post-exposition dans le cadre d'une transmission sexuelle (du fait de la variation des délais entre la vaccination et le contact à risque),.
Il n'existe pas encore d'études d'efficacité sur le clade Ib, mais on s'attend à une efficacité similaire en raison de l'immunité croisée entre orthopoxvirus.

## Effets secondaires et contre-indications
Aux États-Unis, dans les années 1960, les complications graves de la vaccination antivariolique sont par million de vaccinés : la mort (1), la vaccine gangréneuse (en) (1,5), l'encéphalite (12), l'eczema vaccinatum (en) (39). Ces complications sont beaucoup plus fréquentes chez les primovaccinés que chez les revaccinés.

### Dryvax et ACAM2000
Les vaccins à vaccine réplicative conduisent à une excrétion virale au niveau de la prise vaccinale (lésion cutanée au site d'inoculation) chez les vaccinés récents, susceptible d'entraîner une vaccine de contact, soit par auto-inoculation par les doigts (sujet qui gratte sa lésion et s'inocule ailleurs), soit par inoculation à autrui par contact très étroit. Le risque de vaccine de contact peut être réduit par un pansement couvrant la lésion et une hygiène stricte des mains après le changement du pansement. Les professionnels de santé récemment vaccinés (dans les deux à trois semaines) doivent éviter les contacts directs avec les patients à hauts risques (recommandation du CDC).
Ce risque d'inoculation accidentelle était de l'ordre de 529 par million selon une étude de 1968, et de 206 par million en 2002. Les effets secondaires courants sont douleur et prurit au site d'inoculation, adénopathie et réaction fébrile dans près de la moitié des cas.
Les effets secondaires graves sont des complications cutanées comme l'eczema vaccinatum (en), neurologiques comme l'encéphalite, et cardiaques comme la myocardite .  
Les principales contre-indications sont les déficits immunitaires et les maladies dermatologiques. Quelques pays incluent les maladies du système nerveux central. Les autres contre-indications concernent une hypersensibilité à des composants du vaccin (antibiotiques par exemple). 
Ces vaccins sont contre-indiqués chez les nourrissons de moins de 12 mois ; ainsi que chez  les femmes enceintes, dans de rares cas elle peut nuire au fœtus,. 

### MVA-BN
Les effets secondaires courants du MVA-BN (vaccin non réplicatif, en principe sans risque de vaccine de contact) comprennent la douleur au site d'injection, la fatigue, les douleurs musculaires et les maux de tête. Les effets secondaires graves sont plus rares qu'avec les vaccins précédents. Ils peuvent inclure la myocardite (4 à 5 cas par million de doses) et l'anaphylaxie .
Les données limitées dont on dispose indiquent que le MVA-BN est bien toléré et efficace chez les personnes immunodéprimées,.
Il y a un manque de données sur l'utilisation de ce vaccin chez les moins de 18 ans, et chez les femmes enceintes. Il n'y a aucune preuve de dommages accrus pendant la grossesse (pas d'effet nocif au cours des études chez l'animal),.

## Politiques vaccinales

### Contre la variole
Au début du XXe siècle, dans la plupart des pays du monde, la vaccination antivariolique est recommandée pour tous, avec des rappels tous les 3 à 10 ans, le plus souvent à partir de l'âge de 3 mois. Au fur et à mesure que l'incidence de la variole décline, les pays exempt de variole commencent à vacciner les petits enfants de plus en plus tard, à partir de l'âge de 1 à 4 ans.
La vaccination de routine pour tous cesse dans le monde entier au début des années 1980, après l'éradication de la variole. Quelques pays maintiennent cette vaccination pour les militaires potentiellement exposés à des armes biologiques et le personnel de laboratoire manipulant des orthopoxvirus. Les États-Unis arrêtent cette politique en 1990 et la reprennent en 2002. Plusieurs millions de personnes ont été vaccinées dans les années qui suivent aux États-Unis. 
Le risque de variole « naturelle » est considéré comme nul, et le risque de variole bioterroriste est considéré comme faible. Aussi les recommandations américaines concernent les volontaires de groupes à risques (catégories de personnel essentielles ou en première ligne contre une éventuelle épidémie de variole).
L'OMS conseille à tous les pays de mettre à jour leurs plans de riposte en cas d'épidémie de variole, de gérer des stocks de vaccins. En cas de flambée épidémique, la vaccination de masse à grande échelle n'est pas recommandée comme première riposte. Il est recommandé de vacciner les cas contacts et les personnels à risques (par exemple agents de santé de première ligne prenant en charge les patients). L'approche de la vaccination doit être fondée sur l'évaluation des risques (risques de la maladie / risques du vaccin).
En France, dans le cadre du « plan variole 2006 actualisé 2012 », la vaccination concerne les volontaires d'une équipe nationale dédiée de 150 à 200 personnes (agents de santé prenant en charge les premiers patients), en privilégiant les vaccins de 3e génération, c'est le niveau 0 (menace non spécifique), susceptible d'évoluer jusqu'au niveau 4 (épidémie généralisée sur le territoire français). 

### Contre la variole simienne ou Mpox
Selon l'OMS, les recommandations vaccinales contre la mpox devraient se baser sur une meilleure caractérisation des groupes à risques et des données vaccinales (efficacité, durée de protection…). En situation épidémique, la vaccination préventive est recommandée chez les personnes à risques élevés (communauté géographique locale, travailleurs du sexe, personnes à partenaires sexuels multiples, agents de santé ou de laboratoire exposés, cas contacts de personnes atteintes…).
En France, la vaccination s'effectue avec un vaccin de 3e génération MVA-BN, en pré-exposition ou en post-exposition, chez les personnes volontaires à très hauts risques.
Les autorités sanitaires (OMS, HAS…) rappellent que le respect des mesures préventives (gestes barrières, isolement…) a démontré son efficacité pour réduire la transmission (variole, mpox) en complément de la vaccination. Le respect de ces mesures reste absolument nécessaire, même pour les personnes vaccinées.

## Histoire
Pour un article plus général, voir Variole#Histoire de la prévention.
La première forme de prévention contre la variole a été la variolisation, un procédé issu de médecine traditionnelle asiatique documenté en 1693 (Dr Zhang Lu) mais inauguré plusieurs dizaines d'années auparavant et transmis en Europe au début du XVIIIe siècle.
Le vaccin contre la variole a été appliqué pour la première fois de manière empirique en 1796, lorsque Edward Jenner a démontré que l'infection par le virus relativement bénin du cowpox, la vaccine, une maladie de la vache conférait une protection contre la variole, donnant ainsi son nom au vaccin.
De 1966 à 1977, l'Organisation mondiale de la santé a mené une campagne de vaccination qui a éradiqué la variole, ce qui en fait la seule maladie humaine à être éradiquée,. Dans les années 2000, le coût d'un vaccin réplicatif était d'environ 5 USD par dose alors que celui d'un vaccin non réplicatif était d'environ 29 USD.